# ثوم أرجواني داكن
ثوم أرجواني داكن (الاسم العلمي: Allium atropurpureum) هو نوع من النباتات يتبع جنس الثوم من الفصيلة النرجسية.